# Limina
Limina (Lìmmina in siciliano) è un comune italiano di 709 abitanti della città metropolitana di Messina in Sicilia.
Fa parte al comprensorio della Valle d'Agrò e aderisce all'Unione dei comuni delle Valli joniche dei Peloritani.

## Geografia fisica
Limina si trova sul versante Ionico dei Monti Peloritani a 550 metri sul livello del mare. Collocato sulla sponda destra della Valle d'Agrò, il paese è posto ai piedi del Monte Kalfa; davanti si estende tutta la vallata con i rispettivi paesi che la formano: Santa Teresa di Riva, Savoca, Casalvecchio Siculo, Antillo, Forza d'Agrò, Roccafiorita e Sant'Alessio Siculo. La maggior parte di essi sono posti all'interno di valli o collocati su cocuzzoli scoscesi e la loro posizione particolare, dovuta alla configurazione geografica del territorio, fatto di fiumare, valloni e ripidi pendii, hanno sempre reso difficile la presenza umana, le comunicazioni e i movimenti degli abitanti.

## Origini del nome
Sull'origine del nome di Limina sono state date diverse spiegazioni. La prima sostiene che il paese sia stato chiamato così per i suoi terreni paludosi intorno al torrente Agrò (il termine greco limne, significa, appunto palude); una seconda spiegazione, la più credibile, fa derivare il nome dal fatto che questo territorio ha rappresentato il punto di confine tra il distretto di Messina e quello di Taormina. Il termine odierno deriverebbe, dunque, dalla parola latina limen, nel significato proprio di confine, limite, che nelle trasformazioni linguistiche avvenute nel tempo sarebbe divenuto, appunto, Limina.

## Storia
Sussistono notizie in base alle quali, nel 260 a.C., nei pressi di Limina, in occasione della Prima Guerra Punica, si combatté una cruenta battaglia tra Cartaginesi, che dopo aver attraversato i Monti Peloritani tentavano di attaccare la riviera ionica siciliana, e Romani che riuscirono a respingere i nemici.
I primi nuclei abitativi risalgono agli anni precedenti l'anno 1000, mentre le prime notizie documentate portano la data del 1095. Nel XVI secolo Limina contava 224 case e 1.411 abitanti ed era ricompresa nella comarca di Taormina.
Antiche cronache riferiscono che, nell'anno 1516, violenti tumulti popolari impedirono, per molti mesi, alla Baronessa Francesca Porcu di esercitare il suo mero e misto imperio sul villaggio.
Nel 1610 il Marchese di Limina Pietro Balsamo ricevette dal re la licenza di popolare il vicino feudo allora nominato Acqua Grutta, nacque così il piccolo borgo di Roccafiorita. Dalla famiglia Balsamo passò per matrimonio ai Bonanno.
Dal 1676, in occasione della Rivolta antispagnola di Messina, il paese di Limina, pur conservando la sua autonomia amministrativa, venne posto sotto l'autorità militare e giudiziaria di Savoca, tale status quo si mantenne, per quel che riguarda gli affari giudiziari, fino al 1855.
Nel 1733 il liminese Giovanni Scaldara ricevette dal re Ferdinando di Borbone il diritto di esercitare la professione di notaio nei territori di Limina e Roccafiorita. Nello stesso periodo, siamo nella metà del Settecento, nacque a Limina l'illustre latinista, storico e poeta Giuseppe Evola.
Nel 1753 era attiva nel Marchesato di Limina l'attività estrattiva di piombo e rame, vi si trovavano 6 miniere ed una piccola fonderia, le origini di tali attività minerarie sono molto remote, ciò si apprende da un antico manoscritto del 1798 stilato da Francesco Gambadauro e intitolato Mineralogia.
Nel 1774 si contavano 10 chiese ed 11 cappelle, il patrimonio ecclesiastico liminese era valutato, in quell'anno, in 2294 once.
Nel 1812 in Sicilia viene abolito il Feudalesimo, il Marchesato di Limina'viene soppresso, l'ultimo marchese fu Giovanni Colonna Branciforte, investito del titolo nel 1798; nel 1821, è istituito il Comune di Limina, inserito nel Circondario di Savoca facente parte al Distretto di Castroreale.
Nel 1848 molti liminesi parteciparono alla Rivoluzione Siciliana, erano capeggiati da Filippo Saglimbeni detto "Sirpulla".
Nel 1880 venne fondata la Società Operaia di Mutuo Soccorso, seguì, nel 1888, la fondazione della Società Agricola di Mutuo Soccorso. Dalla metà del XIX secolo e fino alla seconda metà del XX, il paese di Limina venne interessato da una forte emigrazione verso il Venezuela e gli USA, si calcola che oggi i liminesi all'estero siano più di un migliaio.

Poco prima dell'Unità d'Italia gli abitanti non arrivavano al migliaio (827 nel 1831); salirono a 1.856 nel 1864; un secolo dopo superavano le duemila unità.

### Simboli
Lo stemma e il gonfalone sono stati concessi con decreto del presidente della Repubblica del 30 marzo 2004.
Il gonfalone è un drappo partito di azzurro e di rosso.

## Monumenti e luoghi d'interesse

### Chiesa madre dedicata al patrono san Sebastiano martire
Nella chiesa madre si conservano:
- una statua di san Sebastiano martire, con Frecce in argento del 1600
- una statua di san Giuseppe, con un bastone in argento (arte locale), col bambino in legno
- una statua di san Giovanni Battista col Cristo
- una statua in marmo dell'Annunziata del Gagini, caratteristica è la base che rappresenta l'Annunciazione del Signore
- una statua della Madonna del Carmine con san Simone, risalente al 16 luglio 1858
- una statua del Sacro Cuore di Gesù
- una statua dell'Immacolata Concezione del 16 agosto 1948
- un crocifisso grande in legno risalente al 16 agosto del 1508 posto sull'altare maggiore
- un quadro di san Sebastiano martire, raffigurante il Martirio, di Alessandro Vasta risalente al Settecento
- un quadro di sant'Antonio abate di Alessandro Vasta risalente a 1700
- un quadro di san Filippo D'Agira risalente al Settecento – Ottocento
- un quadro raffigurante la Madonna delle Preghiere del Settecento – Ottocento, restaurato nel 1986
- un braccio d'argento con la reliquia di san Sebastiano posto nell'altare maggiore.

### Chiesa di Santa Maria delle Preci
Altra chiesa quella della Compatrona, la Madonna delle Preci (Sancta Maria Precum), detta anche Madonna delle Preghiere, del 1397, sorta sull'antica sinagoga del IX secolo essendo posta nell'antico ghetto ebraico della Judeca, ove sino all'XI secolo vi era una ricca colonia di ebrei sfuggiti alla persecuzione dell'alto Egitto da parte del Califfo Omar (detto il pazzo), il quale imponeva loro la conversione all'islam o l'abbandono immediato dell'Egitto; al suo interno si trova:
- un altare in muratura restaurato
- un fonte battesimale con il monogramma IHS (nome di Gesù)
- i diversi tipi di pavimento che vi furono nel corso degli anni
- la nicchia della conservazione degli oli santi
- fonte lavabo in sagrestia
- 4 cripte per la sepoltura dei notabili e degli ecclesiastici del tempo, la prima di queste cripte era la fossa comune
- statua della B.V. Maria delle Preghiere in legno del Gangeri risalente al 1860
- quadro di san Filippo D'Agira di Garufi Santo del 1958
- statua di Sant'Antonio in legno

### Chiesa di San Filippo d'Agira

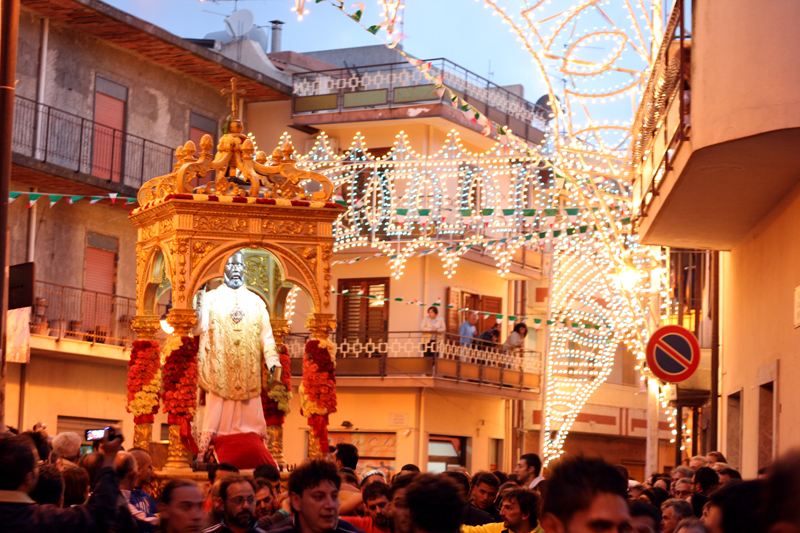
Ottava di San Filippo d'Agira a Limina

La chiesa dedicata al protettore san Filippo d'Agira (aperta alla visita dei fedeli tutti i giorni), al cui interno si trova l'effigie del Santo rappresentata con il Vangelo nella mano sinistra – simbolo degli esorcisti – e la mano destra benedicente alzata all'altezza del volto. Sia le mani che il volto sono scure. Tale colore non sarebbe per la sua origine africana, ma per l'indelebile segno del nerofumo lasciato dai demoni da lui ricacciati tra le fiamme dell'inferno. Della statua la parte più significativa viene costituita dagli occhi che da sempre infondono una particolare suggestione; anticamente questi erano di vetro e in due occasioni sono stati sostituiti fino a quelli attuali.

### Chiesa di San Filippo D'Agira di Passo Murazzo
Si trova in località Passo Murazzo, a 6 km dall'abitato, sulla riva destra del Torrente Agrò e nelle vicinanze del torrente Caprinaro. Attualmente svolge le funzioni di santuario e ricorda il passaggio di san Filippo in tale località (Murazzo = Muraccio “da Moro – San Filippo il Moro”) avvenuto nell'anno 66 d.C.; vi si celebra annualmente la vigilia della festa di San Filippo, giorno 11 maggio, con la partecipazione di una grande moltitudine di devoti. La mancanza di documenti non ci permette di stabilire con esattezza il periodo al quale risale il tempio, ma dai racconti arrivati fino ai nostri giorni si ha notizia che la realizzazione dell'edificio dovrebbe risalire al periodo compreso fra il 1915 e il 1922.
All'interno della Chiesa, di non grandi dimensioni (circa 90 m²), si trovano:
- un altare in marmo
- quadro di San Filippo d'Agira
- una lapide in marmo, sulla facciata, rappresentante la donazione di una campana da parte di Filippo Ragusa (u numarisi) e fratelli.

## Festività
- Festa del patrono san Sebastiano martire: 20 gennaio e la domenica successiva, la processione.
- Festa della compatrona Madonna delle Preghiere: 15 agosto
- Festa di san Filippo d'Agira: 11 maggio, 12 maggio ed il sabato  in prossimità dell'ottavo giorno viene celebrata "L'Ottava".
- Festa di San Filippo d'Agira edizione estiva per gli emigrati: 16 agosto autorizzata dalla curia di Messina nel 1969.

## Società

### Evoluzione demografica
Abitanti censiti

## Amministrazione
Di seguito è presentata una tabella relativa alle amministrazioni che si sono succedute in questo comune.
| Periodo        | Periodo        | Primo cittadino           | Partito                      | Carica  | Note  |
| -------------- | -------------- | ------------------------- | ---------------------------- | ------- | ----- |
| 1946           | 1948           | Rosario Stracuzzi         | Società Operaia              | Sindaco | [ 8 ] |
| 1948           | 1952           | Francesco Scaldara        | Società Agricola             | Sindaco | [ 8 ] |
| 1952           | 1956           | Francesco Scaldara        | Società Agricola             | Sindaco | [ 8 ] |
| 1956           | 1958           | Giuseppe Muscolino        | Società Operaia              | Sindaco | [ 8 ] |
| 1962           | 1966           | Francesco Garigali        | Partito Socialista Italiano  | Sindaco | [ 8 ] |
| 1966           | 1972           | Francesco Garigali        | Partito Socialista Italiano  | Sindaco | [ 8 ] |
| 1972           | 1978           | Francesco Garigali        | Partito Socialista Italiano  | Sindaco | [ 8 ] |
| 1978           | 1983           | Francesco Garigali        | Partito Socialista Italiano  | Sindaco | [ 8 ] |
| 1983           | 1988           | Francesco Garigali        | Partito Socialista Italiano  | Sindaco | [ 8 ] |
| 13 giugno 1988 | 8 giugno 1993  | Francesco Garigali        | Partito Socialista Italiano  | Sindaco | [ 8 ] |
| 8 giugno 1993  | 3 aprile 1995  | Francesco Garigali        | Società Operaia              | Sindaco | [ 8 ] |
| 17 giugno 1996 | 17 aprile 2000 | Marcello Bartolotta       | Centro Cristiano Democratico | Sindaco | [ 8 ] |
| 17 aprile 2000 | 17 maggio 2005 | Marcello Piero Bartolotta | Società Agricola             | Sindaco | [ 8 ] |
| 17 maggio 2005 | 1º giugno 2010 | Filippo Ricciardi         | Società Agricola             | Sindaco | [ 8 ] |
| 1º giugno 2010 | 3 giugno 2015  | Filippo Ricciardi         | Società Agricola             | Sindaco | [ 8 ] |
| 3 giugno 2015  | 5 ottobre 2020 | Marcello Bartolotta       | Società Agricola             | Sindaco | [ 8 ] |
| 5 ottobre 2020 | in carica      | Filippo Ricciardi         | Lista civica                 | Sindaco | [ 8 ] |

### Altre informazioni amministrative
Il comune di Limina fa parte delle seguenti organizzazioni sovracomunali: regione agraria n.3 (Alto Fantina e Alto Mela).